# Fahrschule (Zeitschrift)
Die Zeitschrift Fahrschule wurde 1950 gegründet und ist seit 1951 das Organ der Bundesvereinigung der Fahrlehrerverbände e.V. Im Mittelpunkt der redaktionellen Berichterstattung stehen Fragen der Pädagogik, der Verkehrssicherheit, des Verkehrsrechts und der Technik. Das Magazin stellt Lehr- und Lernmittel vor und diskutiert betriebswirtschaftliche Fragen.
Die Fahrschule erscheint seit 1951 monatlich mit einer Druckauflage von 14.369 Exemplaren. Die tatsächlich verbreitete Auflage betrug 2010/2011 im Jahresdurchschnitt 14.764 Exemplare (Stand: IVW). Sie richtet sich an Fahrschulunternehmer, Leiter von Fahrschulen, Fahrlehrer sowie an amtlich anerkannte Sachverständige und Prüfer.
Die Website der Zeitschrift bietet fachbezogene Nachrichten, Kundeninformationen, Kommentare zum Verkehrsrecht und Kurzurteile.
Zehn Mal pro Jahr erscheint ein Fahrlehrer-Brief  mit Themen zu Betriebsführung, Recht und Pädagogik.